# Asnawi Mangkualam
Asnawi Mangkualam, né le 4 octobre 1999 à Makassar, est un footballeur international indonésien qui évolue au poste d'arrière droit au Thai Port FC

## Biographie

### Carrière en club
Né à Makassar en Indonésie, Asnawi Mangkualam est formé par au PSM Makassar, mais commence sa carrière professionnelle au Persiba Balikpapan. Il joue son premier match avec l'équipe première en 2021.
Retourné ensuite au PSM Makassar, il signe en 2021 pour les Ansan Greeners, club de deuxième division coréenne.

### Carrière en sélection
Début 2017, Asnawi Mangkualam est convoqué pour la première fois avec l'équipe nationale d'Indonésie, à seulement 17 ans. Il honore sa première sélection le 21 mars 2017.